# Paracerceis spinulosa
Paracerceis spinulosa är en kräftdjursart som beskrevs av Espinosa-Perez och Hendrickx 2002. Paracerceis spinulosa ingår i släktet Paracerceis och familjen klotkräftor. Inga underarter finns listade i Catalogue of Life.